# Spirostreptus jerdani
Spirostreptus jerdani är en mångfotingart som beskrevs av Pocock. Spirostreptus jerdani ingår i släktet Spirostreptus och familjen Spirostreptidae. Inga underarter finns listade i Catalogue of Life.